# Walls (Mississippi)
Walls è una città (town) degli Stati Uniti d'America, situata nella contea di DeSoto, nello Stato del Mississippi.
Ha ottenuto lo status municipale di town nel 2003.
Fra le personalità legate a questa località figura la musicista blues Memphis Minnie.